# 訃報 1994年10月
訃報 1994年10月（ふほう 1994ねん10がつ）では、1994年（平成6年）10月中に物故した、又は物故が報じられた人物についてまとめる。

## （1日 - 15日）

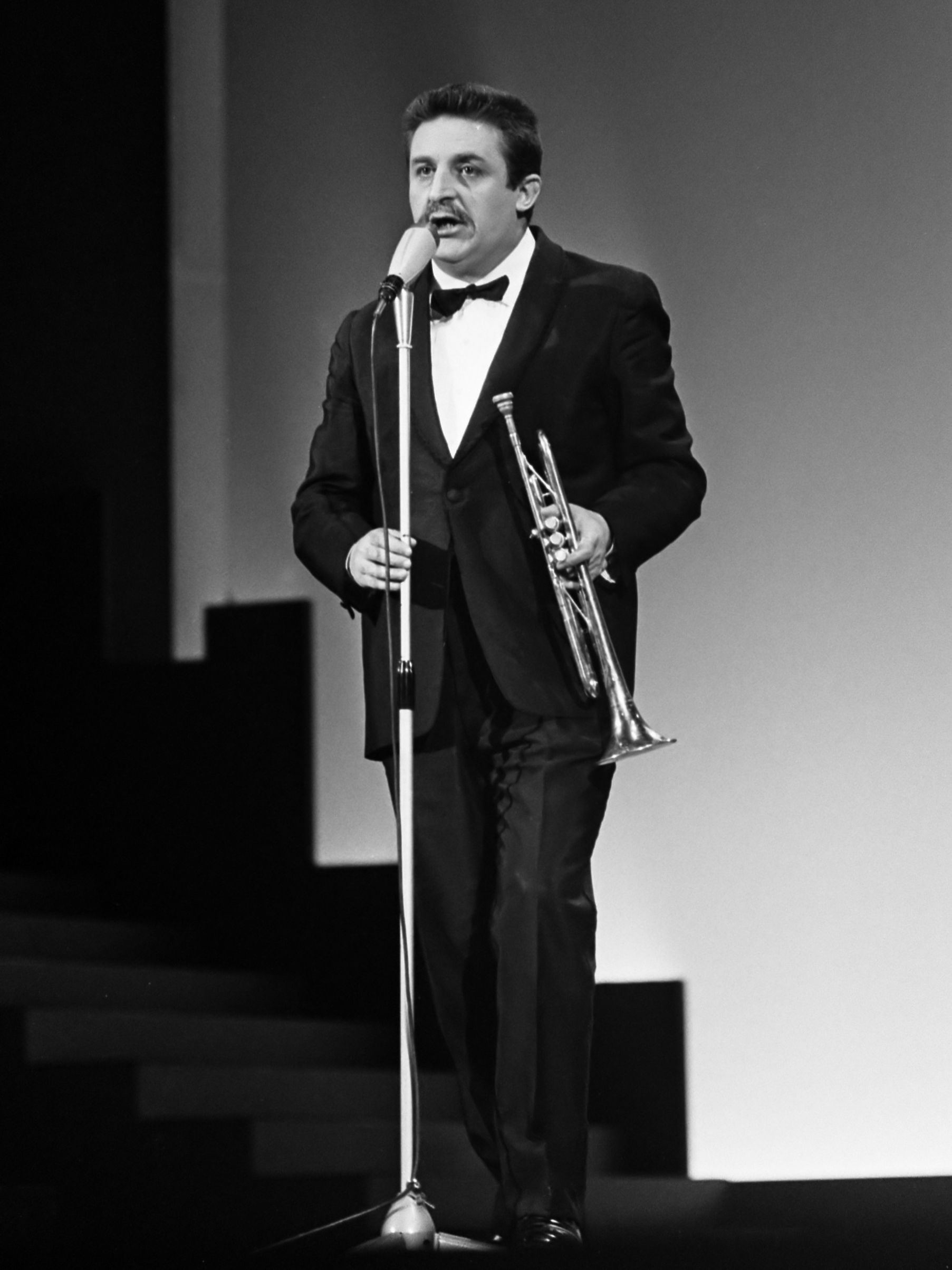
ニニ・ロッソ / 10月5日没

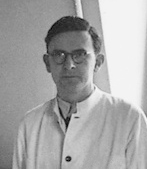
ニールス・イェルネ / 10月7日没

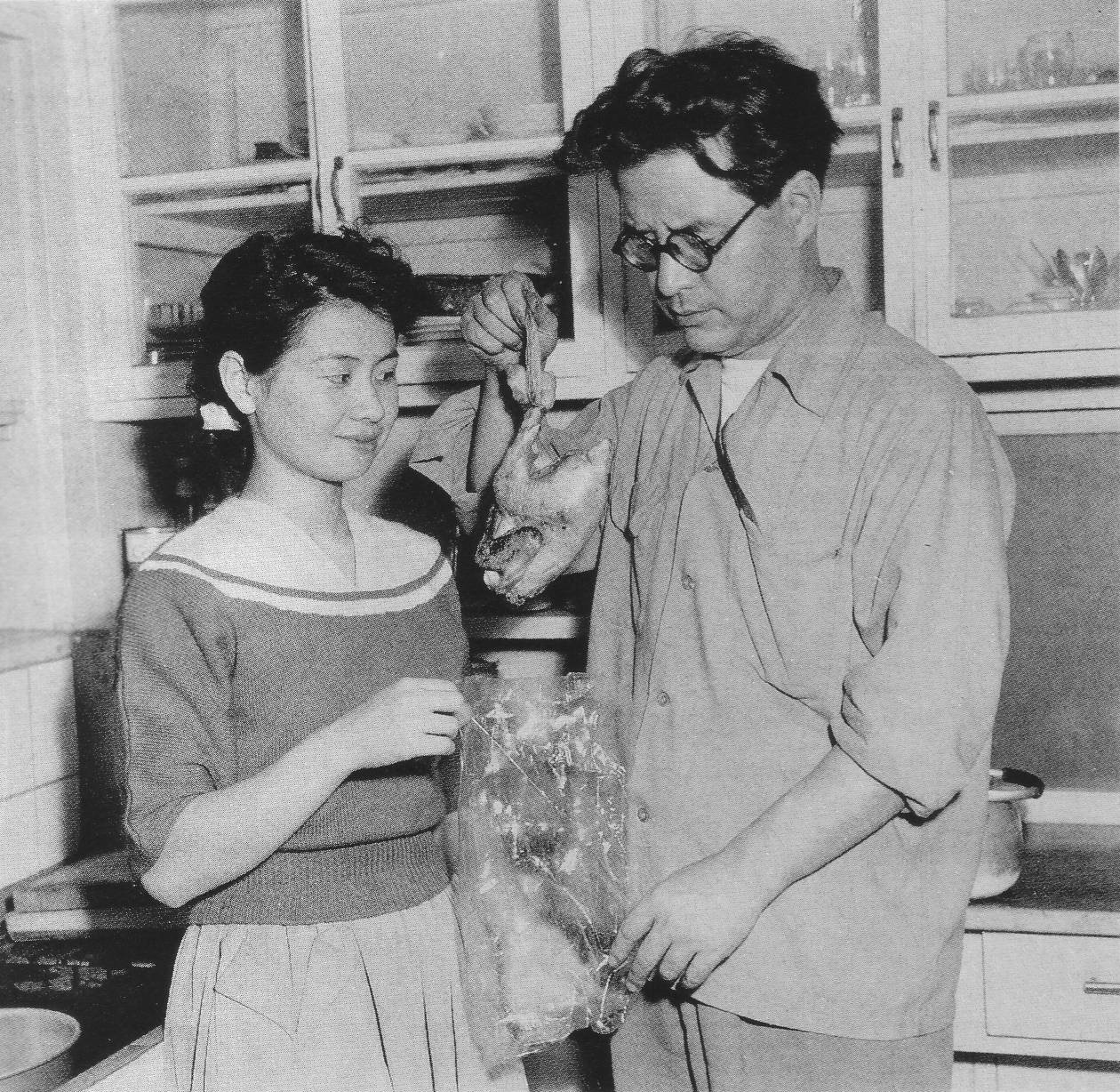
三木鶏郎（右） / 10月7日没

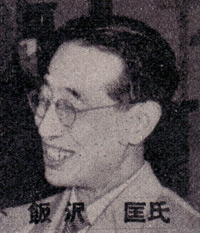
飯沢匡 / 10月9日没

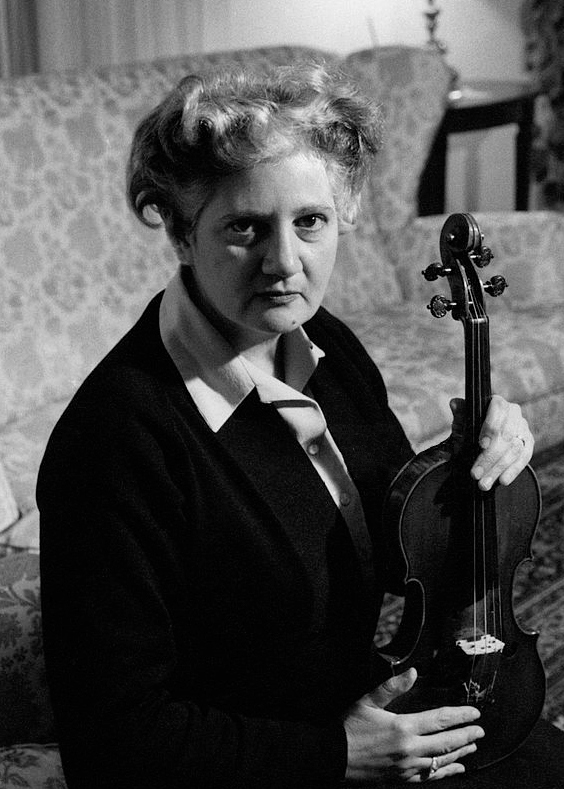
ジョコンダ・デ・ヴィート / 10月14日没

- 10月5日 - ニニ・ロッソ、トランペット奏者 (* 1926年)
- 10月5日 - 中条静夫、俳優（* 1926年）
- 10月7日 - ニールス・イェルネ、免疫学者 (* 1911年)
- 10月7日 - 三木鶏郎、作詞家・作曲家 （* 1914年）
- 10月8日 - 大島清、経済学者、筑波大学名誉教授（* 1913年）
- 10月9日 - 飯沢匡、劇作家・演出家 （* 1909年）
- 10月11日 - 鈴木永二、経営者、第6代日経連会長（* 1913年）
- 10月14日 - ジョコンダ・デ・ヴィート、ヴァイオリニスト（* 1907年）

## （16日 - 31日）

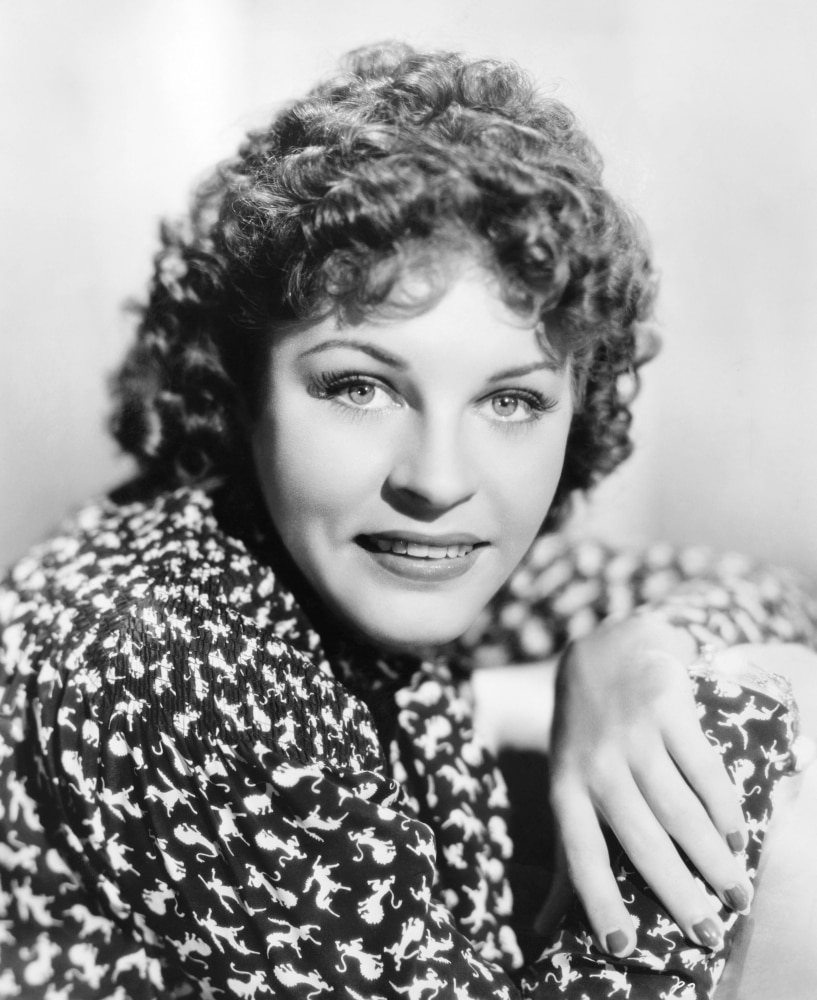
マーサ・レイ / 10月19日没

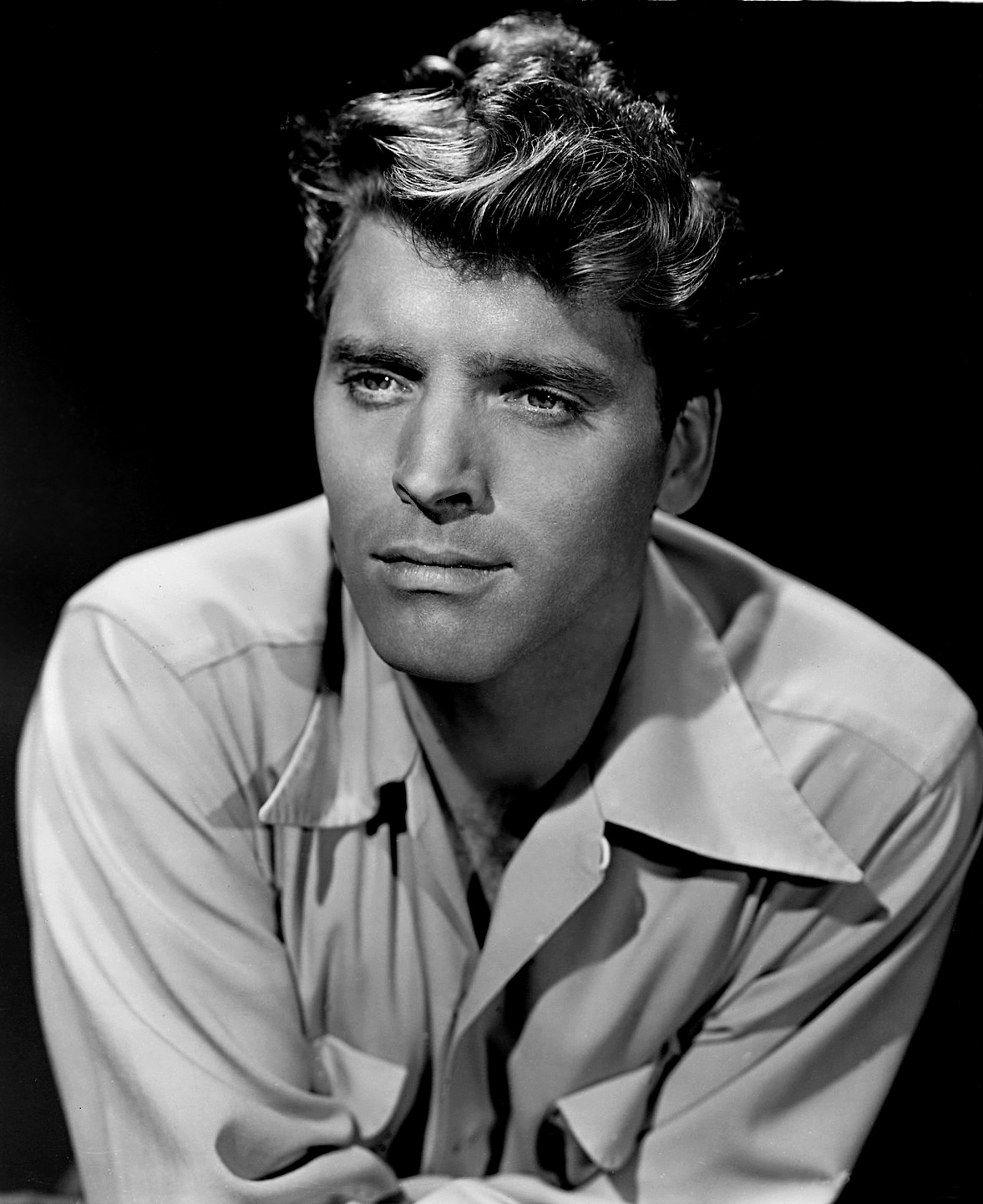
バート・ランカスター / 10月20日没

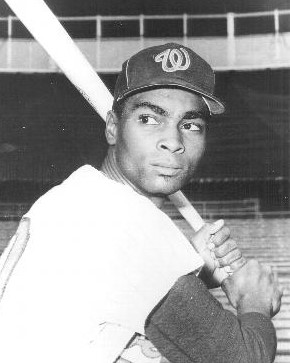
フランク・コギンス / 10月30日没

- 10月16日 - 井上孝雄、俳優、声優（* 1935年）
- 10月18日 - 渡邊浦人、作曲家 (* 1909年)
- 10月18日 - 二代目雷門福助、落語家（* 1958年）
- 10月19日 - マーサ・レイ、女優、歌手 (* 1916年)
- 10月20日 - バート・ランカスター、俳優、映画プロデューサー (* 1913年)
- 10月24日 - ピグモン勝田、お笑い芸人 (* 1965年)
- 10月29日 - 汐路章、俳優 (* 1928年)
- 10月29日 - 阿波地大輔、俳優（* 1932年）
- 10月30日 - フランク・コギンス、元プロ野球選手（* 1944年）
- 10月31日 - 河本栄得、お笑いコンビ「ベイブルース」（* 1968年）